# Merchant Banking
Der Begriff Merchant Banking (auch Merchant Bank, im Deutschen Handelsbank), eine aus dem Englischen kommende Bezeichnung für den Unternehmensbereich von Kreditinstituten, der sich mit der Finanzberatung speziell von Firmenkunden beschäftigt. Nach anderen Definitionen bezeichnet Merchant Banking alle Aktivitäten rund um Private Equity eines Kreditinstitutes. Traditionell übernehmen Investmentbanken diese Funktion, da diese jedoch anglo-amerikanischer Herkunft sind, wird in Deutschland dieser Bereich von Spezialbanken und Universalbanken abgedeckt. Das Merchant Banking umfasst dabei die gesamte Palette der Finanzberatung von Unternehmensfinanzierung/Corporate Finance über Mergers & Acquisitions und Anlageberatung bis hin zu Abwehrstrategien bei feindlichen Übernahmen.
Eine klare und eindeutige Definition scheint sich zu diesen Begriff allerdings nicht eingebürgert zu haben, da selbst Experten über diese rätseln.
In Deutschland hat diese Art der Finanzinstitution ihre Wurzeln in der Mitte des 18. Jahrhunderts, als Kaufleute in Hamburg die seinerzeit im Land einmaligen Merchant Banks als Privatbanken zur Finanzierung des Handels – vor allem des Außenhandels – gründeten. Darunter zum Beispiel die Privatbankiers M.J. Haller, M.M.Warburg & CO und Heckscher & Co.